# Campionati europei di slittino 2014
I Campionati europei di slittino 2014, quarantacinquesima edizione della manifestazione organizzata dalla Federazione Internazionale Slittino, si sono tenuti il 25 e il 26 gennaio 2014 a Sigulda, in Lettonia, sulla Siguldas bobsleja un kamaniņu trase, la pista sulla quale si svolsero le rassegne continentali del 2010 e del 1996; sono state disputate gare in quattro differenti specialità: nel singolo uomini, nel singolo donne, nel doppio e nella prova a squadre.
Anche questa edizione, come ormai da prassi iniziata nella rassegna di Paramonovo 2012, si è svolta con la modalità della "gara nella gara" contestualmente alla nona tappa della Coppa del Mondo 2013/14, premiando gli atleti europei meglio piazzati nelle suddette quattro discipline.
Vincitrice del medagliere è stata la nazionale russa, che ha conquistato due titoli e due medaglie d'argento sulle dodici assegnate in totale: quelle d'oro sono state vinte da Natal'ja Choreva nell'individuale femminile e dalla squadra composta dalla stessa Choreva insieme ad Albert Demčenko, Vladislav Južakov e Vladimir Machnutin; seconda nel medagliere è stata la nazionale italiana, anch'essa vincitrice di due titoli con Armin Zöggeler nel singolo uomini e con la coppia formata da Christian Oberstolz e Patrick Gruber nel doppio.

## Risultati

### Singolo uomini
La gara si è disputata il 26 gennaio 2014 nell'arco di due manches e hanno preso parte alla competizione 27 atleti in rappresentanza di 10 differenti nazioni; campione uscente era il tedesco Felix Loch, non presente alla competizione, e il titolo è stato pertanto conquistato dall'italiano Armin Zöggeler, già vincitore del titolo continentale nel 2004 e nel 2008, davanti al tedesco Johannes Ludwig e all'altro italiano Dominik Fischnaller.
| Pos. | Atleti               | Nazione    | Tempo    | Distacco |
| ---- | -------------------- | ---------- | -------- | -------- |
|      | Armin Zöggeler       | Italia     | 1'35"913 |          |
|      | Johannes Ludwig      | Germania   | 1'36"019 | +0"106   |
|      | Dominik Fischnaller  | Italia     | 1'36"226 | +0"313   |
| 4    | Mārtiņš Rubenis      | Lettonia   | 1'36"363 | +0"450   |
| 5    | Semën Pavličenko     | Russia     | 1'36"482 | +0"569   |
| 6    | Aleksandr Peretjagin | Russia     | 1'36"543 | +0"630   |
| 7    | Jozef Ninis          | Slovacchia | 1'36"597 | +0"684   |
| 8    | Thor Haug Nørbech    | Norvegia   | 1'36"607 | +0"694   |
| 9    | Wolfgang Kindl       | Austria    | 1'36"664 | +0"751   |
| 10   | Manuel Pfister       | Austria    | 1'36"698 | +0"785   |

### Singolo donne
La gara si è disputata il 25 gennaio 2014 nell'arco di due manches e hanno preso parte alla competizione 17 atlete in rappresentanza di 8 differenti nazioni; campione uscente era la tedesca Natalie Geisenberger, non presente alla competizione, e il titolo è stato pertanto conquistato dalla russa Natal'ja Choreva, alla sua prima medaglia continentale, davanti alla connazionale Tat'jana Ivanova, già campionessa europea nel 2010 e nel 2012 e alla tedesca Dajana Eitberger.
| Pos. | Atleti               | Nazione  | Tempo    | Distacco |
| ---- | -------------------- | -------- | -------- | -------- |
|      | Natal'ja Choreva     | Russia   | 1'24"155 |          |
|      | Tat'jana Ivanova     | Russia   | 1'24"325 | +0"170   |
|      | Dajana Eitberger     | Germania | 1'24"444 | +0"289   |
| 4    | Ekaterina Baturina   | Russia   | 1'24"450 | +0"295   |
| 5    | Aleksandra Rodionova | Russia   | 1'24"492 | +0"337   |
| 6    | Natalie Burkhardt    | Germania | 1'24"609 | +0"454   |
| 7    | Elīza Tīruma         | Lettonia | 1'24"612 | +0"457   |
| 8    | Sandra Gasparini     | Russia   | 1'24"637 | +0"482   |
| 9    | Martina Kocher       | Svizzera | 1'24"652 | +0"497   |
| 10   | Miriam Kastlunger    | Austria  | 1'24"733 | +0"578   |

### Doppio
La gara si è disputata il 25 gennaio 2014 nell'arco di due manches  e hanno preso parte alla competizione 34 atleti in rappresentanza di 8 differenti nazioni; campioni uscenti erano i tedeschi Toni Eggert e Sascha Benecken, non presenti alla competizione, e il titolo è stato conquistato dagli italiani Christian Oberstolz e Patrick Gruber, già campioni europei nel 2008, davanti ai russi Vladislav Južakov e Vladimir Machnutin e agli austriaci Andreas Linger e Wolfgang Linger, vincitori del titolo continentale nel 2010.
| Pos. | Atleti                               | Nazione   | Tempo    | Distacco |
| ---- | ------------------------------------ | --------- | -------- | -------- |
|      | Christian Oberstolz Patrick Gruber   | Italia    | 1'23"388 |          |
|      | Vladislav Južakov Vladimir Machnutin | Russia    | 1'23"434 | +0"046   |
|      | Andreas Linger Wolfgang Linger       | Austria   | 1'23"467 | +0"079   |
| 4    | Peter Penz Georg Fischler            | Austria   | 1'23"590 | +0"227   |
| 5    | Andris Šics Juris Šics               | Lettonia  | 1'23"642 | +0"254   |
| 6    | Aleksandr Denis'ev Vladislav Antonov | Russia    | 1'23"694 | +0"306   |
| 7    | Ludwig Rieder Patrick Rastner        | Italia    | 1'23"891 | +0"503   |
| 8    | Oskars Gudramovičs Pēteris Kalniņš   | Lettonia  | 1'24"324 | +0"936   |
| 9    | Lukáš Brož Antonín Brož              | Rep. Ceca | 1'24"504 | +1"116   |
| 10   | Robin Geueke David Gamm              | Germania  | 1'24"566 | +1"178   |

### Gara a squadre
La gara si è disputata il 26 gennaio 2014 e ogni squadra nazionale ha preso parte alla competizione con una sola formazione; nello specifico la prova ha visto la partenza di una "staffetta" composta da un singolarista uomo e uno donna, nonché da un doppio per ognuna delle 9 formazioni in gara, che sono scese lungo il tracciato consecutivamente senza interruzione dei tempi tra un atleta e l'altro; il tempo totale così ottenuto ha laureato campione la nazionale russa di Natal'ja Choreva, Al'bert Demčenko, Vladislav Južakov e Vladimir Machnutin davanti alla squadra lettone formata da Elīza Tīruma, Mārtiņš Rubenis, Andris Šics e Juris Šics e a quella italiana composta da Sandra Gasparini, Armin Zöggeler, Christian Oberstolz e Patrick Gruber.
| Pos. | Squadra    | Atleti                                                                  | Tempo    | Distacco |
| ---- | ---------- | ----------------------------------------------------------------------- | -------- | -------- |
|      | Russia     | Natal'ja Choreva Albert Demčenko Vladislav Južakov / Vladimir Machnutin | 2'13"485 |          |
|      | Lettonia   | Elīza Tīruma Mārtiņš Rubenis Andris Šics / Juris Šics                   | 2'13"835 | +0"350   |
|      | Italia     | Sandra Gasparini Armin Zöggeler Christian Oberstolz / Patrick Gruber    | 2'13"847 | +0"362   |
| 4    | Austria    | Miriam Kastlunger Wolfgang Kindl Andreas Linger / Wolfgang Linger       | 2'14"113 | +0"628   |
| 5    | Slovacchia | Viera Gbúrova Jozef Ninis Marián Zemaník / Jozef Petrulák               | 2'15"695 | +2"210   |
| 6    | Germania   | Dajana Eitberger Johannes Ludwig Robin Geueke / David Gamm              | 2'15"914 | +2"429   |
| 7    | Ucraina    | Olena Šchumova Andrij Kis Oleksandr Obolončyk / Roman Zacharkiv         | 2'17"964 | +4"479   |
| -    | Rep. Ceca  | Vendula Kotenová Ondřej Hyman Lukáš Brož / Antonín Brož                 | DSQ      | -        |
| -    | Polonia    | Ewa Kuls Maciej Kurowski Arthur Gedzius / Jakub Kowalewski              | DSQ      | -        |

## Medagliere
| Pos.   | Paese    | Oro | Argento | Bronzo | Totale |
| ------ | -------- | --- | ------- | ------ | ------ |
| 1      | Russia   | 2   | 2       | 0      | 4      |
| 2      | Italia   | 2   | 0       | 2      | 4      |
| 3      | Germania | 0   | 1       | 1      | 2      |
| 4      | Lettonia | 0   | 1       | 0      | 1      |
| 5      | Austria  | 0   | 0       | 1      | 1      |
| Totale | Totale   | 4   | 4       | 4      | 12     |